# Apichet Puttan
Apichet Puttan (Samut Prakan, 10 agosto 1979) è un calciatore thailandese, difensore dell'Army United.

## Caratteristiche tecniche
Terzino destro, può essere impiegato anche come terzino sinistro.

## Carriera

### Club
Comincia a giocare all'UCOM Rajpracha. Nel 2002 passa al TTM Chiangmai. Nel 2006 si trasferisce al Buriram United. Nel 2012 si accasa al BEC Tero Sasana. Nel gennaio 2017 viene acquistato dall'Army United.

### Nazionale
Ha debuttato in Nazionale nel 2003. Ha messo a segno la sua prima rete con la maglia della Nazionale il 16 febbraio 2006, nell'amichevole Thailandia-Iraq (4-3), in cui ha siglato la rete del momentaneo 4-2. Ha partecipato, con la Nazionale, alla Coppa d'Asia 2007. Ha collezionato in totale, con la maglia della Nazionale, 4 presenze e una rete.